# Manfred Kets de Vries

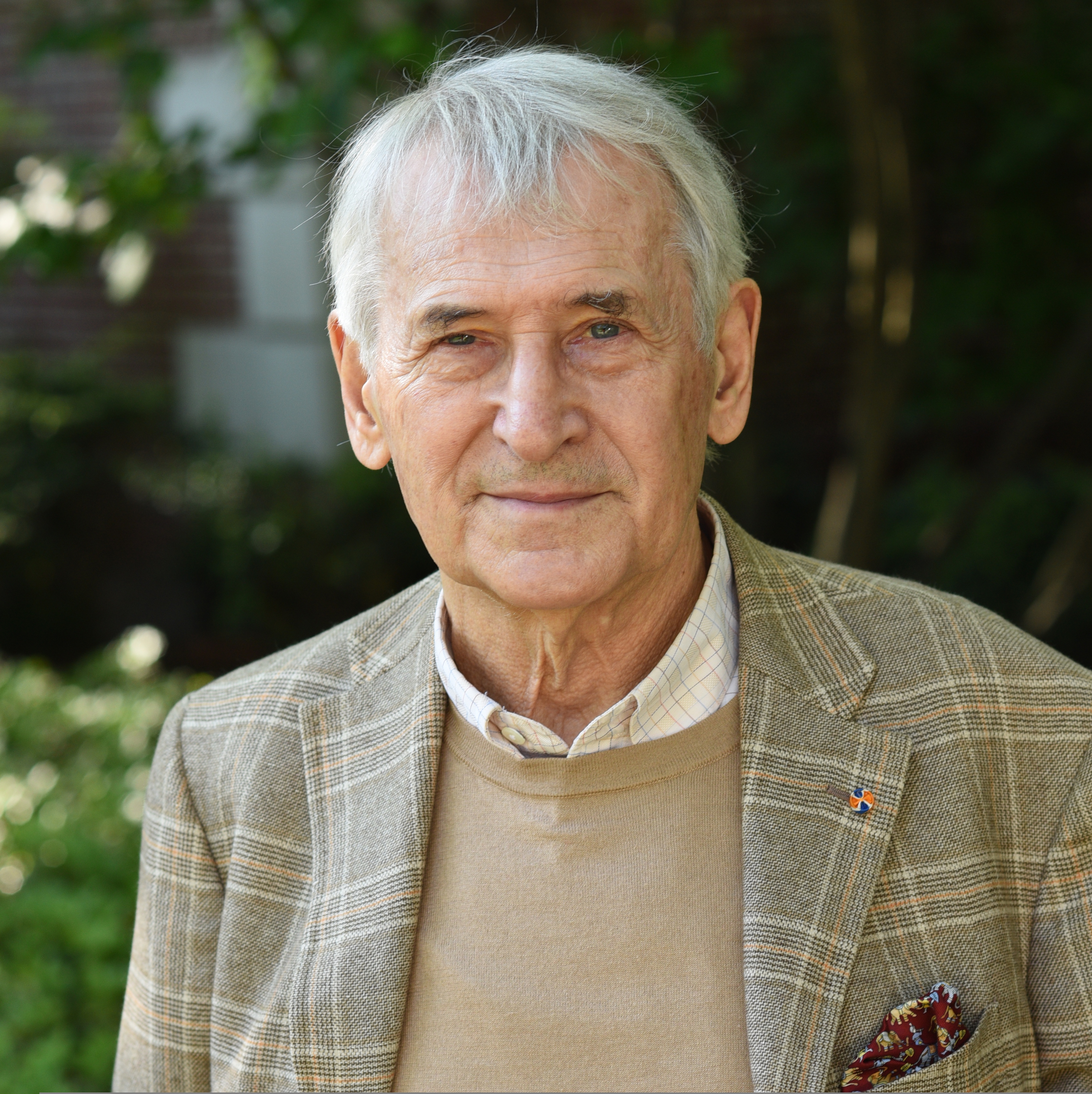
Manfred Kets de Vries in 2019

Manfred Florian Robert Kets de Vries (19 augustus 1942) is een Nederlands psychoanalyticus, managementwetenschapper en econoom die als hoogleraar humanresourcemanagement en leiderschapsontwikkeling verbonden is aan INSEAD in Fontainebleau. Kets de Vries verwierf bekendheid met zijn onderzoek naar leiderschapsstijlen en treedt regelmatig op als adviseur bij grote internationale ondernemingen. Hij schreef diverse boeken over leiderschap, waaronder Wat leiders drijft en Seks & Geld, Geluk en Dood.